# Florica Ruja
Florica Ruja (n. 1 martie 1957 Cuzap, județul Bihor, România) este o solistă de muzică populară.
Din anul 1985 este angajată a ansamblului de cântece și dansuri populare "Nuntașii Bihorului" din Oradea, cu care a efectuat nenumărate turnee în țară și străinătate, (Turcia, Franța, Portugalia, Spania, Italia, Germania, Republica Moldova, Ungaria) unde a reprezentat cu cinste folclorul românesc.
Este colaborator al radio și televiziunii române, are înregistrări în radio, a realizat 3 CD-uri de folclor, din care unul cuprinde și câteva romanțe și cântece de petrecere, 2 casete cu colinde și un cd cu colinde tradiționale românești.